# كريستيان مورغينسترن
كريستيان مورغينسترن (بالألمانية: Christian Morgenstern)‏ (و. 1805 – 1867 م) هو رسام ألماني، ولد في هامبورغ، توفي في ميونخ، عن عمر يناهز 62 عاماً.

## التعليم
تعلم في الأكاديمية الملكية الدنماركية للفنون الجميلة
.

## جوائز
حصل على جوائز منها:

Order of Saint Michael (Bavaria) ‏